# Arakawa under the Bridge
Arakawa under the Bridge (jap. 荒川アンダー ザ ブリッジ) ist eine Gag-Manga-Reihe der japanischen Autorin Hikaru Nakamura. Seit Ende 2004 wird der noch immer fortgesetzte Manga in dem Magazin Young Gangan abgedruckt. Im Jahr 2010 adaptierte das Animationsstudio Shaft unter der Regie von Akiyuki Shimbō die Handlung als zwei dreizehnteilige Anime-Fernsehserien. Im Sommer 2011 wurde eine Fernsehserie auf den Sendern TBS und MBS ausgestrahlt, und am 4. Februar 2012 kam ein Spielfilm mit der gleichen Besetzung in die japanischen Kinos.

## Handlung
Im Mittelpunkt der Handlung steht Kō Ichinomiya (市ノ宮 行, Ichinomiya Kō). Als 22-jähriger Sohn des Präsidenten des Großkonzerns Ichinomiya Group, Seki Ichinomiya (市ノ宮 積, Ichinomiya Seki), ist er so erzogen worden, keine Hilfe anzunehmen, da der Gedanke, bei jemandem in der Schuld zu stehen, unerträglich sei. Entsprechend ist die Beziehung zu seinem Vater sehr distanziert. Als Kō jedoch eines Tages über die Brücke der Stadt geht, wird ihm bei einem Überfall die Hose entwendet und er erhält ohne ausdrücklichen Wunsch Hilfe von der etwa gleichaltrigen Nino (ニノ, Nino). Nicht mit dem Gedanken leben könnend, in ihrer Schuld zu stehen, lässt er sich darauf ein, mit ihr unter die Brücke zu ziehen und ihr Liebhaber zu sein. Dort muss er schnell die Feststellung machen, dass die Bewohner im Flussbett des Arakawa alles andere als normal sind. So stellt sich ihm zunächst Nino als eine Außerirdische von der Venus vor und liebt es, im Fluss Fische zu jagen, die sie meist gleich roh verspeist. Darüber hinaus scheint sie überhaupt keine Vorstellung davon zu haben, was Liebe ist.
Bei einer Exkursion durch die Gegend trifft er den „Bürgermeister des Dorfes“ (村長, Sonchō). Er ist ein selbst erklärter 620 Jahre alter Kappa, wobei es absolut offensichtlich ist, dass er nur in einem grünen Kostüm steckt. Als Anführer behält er sich das Recht vor, jeden in der Niederlassung nach seiner Vorstellung zu benennen. So bekommt Kō den Namen Recruit (リクルート, Rikurūto) verpasst. Er trifft dort auch auf Hoshi (星, Hoshi), der sich für einen Superstar hält und eine Maske in Form eines Sternes trägt. Seine Musikstücke sind allerdings alles andere als eines Stars würdig. Dennoch kommen seine Stücke bei fast allen Bewohnern gut an. Durch seine Liebe zu Nino tritt er in direkte Konkurrenz zu Kō, was zu diversen Streitigkeiten zwischen beiden führt.
Nach und nach lernt er immer mehr seltsame Figuren kennen, die dennoch ein soziales Zusammenleben führen, bei dem jede Figur eine bestimmte Rolle übernimmt. So besitzt die Gemeinschaft eine Kirche in der Sister (シスター, Shisutā) Almosen in Form von Keksen an die Bewohner verteilt. Jedoch handelt es sich bei Sister um einen muskulösen 29-jährigen Briten, der zuvor als Söldner im Krieg diente. Entsprechend trägt er diverse Waffen unter seinem Gewand und denkt bei jeder Gelegenheit an einen möglichen Überfall und reagiert entsprechend über. Er selbst ist in Maria (マリア, Maria) verliebt, die er im Krieg kennenlernte und die ihn ausspionierte. Nun betreibt sie in der Nähe einen kleinen Bauernhof, der die Versorgung der Bewohner sicherstellt. Trotz ihrer Erscheinung als pinkhaarige Schönheit ist sie extrem sadistisch und verteilt unerwartet harte Beleidigungen, die insbesondere Sister schwer zusetzen. Die Versorgung mit Obst und Gemüse stellt unterdessen das rothaarige Mädchen P-ko (P子, Pīko) sicher. Sie ist eine Dojikko, wobei sie im wahrsten Sinne des Wortes gefährlich ist, da ihre kleinen Ausrutscher große Zerstörungskraft nach sich ziehen. Trotz dieser Gefahr wünscht sie sich unbedingt einen Führerschein zu machen, was Kō ihr stets auszureden versucht. Unterdessen wird mehrfach angedeutet, dass sie in den Anführer verliebt ist, der nun wirklich kein Vorbild sein sollte, aber dennoch immer wieder als solches von den Bewohnern empfunden wird.
Als Nebenfigur tritt regelmäßig Shiro (シロ, Shiro) auf. Bei ihm handelt es sich um einen sich im mittleren Alter befindenden Mann, der unter der Vorstellung leidet, dass er immer nur auf eine weiße Line treten dürfe. Entsprechend schiebt er einen Kreidewagen vor sich her. Er war ein ehemaliger Angestellter und besitzt entsprechend großes Wissen über wirtschaftliche Angelegenheiten. Sein richtiger Name ist Toru Shirai (白井 通, Shirai Toru), den er jedoch ablegte, als er sich in der Siedlung niederließ. Als Kinder treten die Tetsujin Kyōdai (鉄人兄弟, dt. „Metallbrüder“) auf. Entsprechend ihrer Bezeichnung tragen sie aus Metall bestehende Helme, da sie glauben, über übernatürliche Kräfte zu verfügen, die sie damit unterdrücken. Zu ihnen gesellt sich Sisters Adoptivtochter Stella (ステラ, Sutera). Trotz ihrer Erscheinung als kleines niedliches Mädchen ist sie sehr klug und analog zu Sister überaus kampfstark. Dabei neigt sie dazu, ihre Dominanz immer wieder unter Beweis zu stellen, was insbesondere Kō zu spüren bekommt, als er sich seiner Aufgabe als Lehrer widmet.
Der örtliche Frisörsalon wird betrieben von Last Samurai (ラストサムライ, Rasuto Samurai), der aus einer alten Samurai-Familie stammt und mit seinem Schwert in Sekundenschnelle Haare schneidet. Billy (ビリー, Birī) und Jacqueline (ジャクリーン, Jakurīn) sind das Liebespaar in der Siedlung. Er trägt einen Papageienkopf und sie ein Bienenköniginnenkostüm, behauptet, in ihrem Nest 30.000 Kinder und 10.000 Ehemänner zu haben, und betrachtet daher ihre Beziehung zu Billy als unmoralisch. Tatsächlich war Billy früher ein Yakuza und Jacqueline die Frau des Bosses, in die er sich verliebte.

## Entstehung und Veröffentlichungen
Die Mangareihe Arakawa under the Bridge wird von der japanischen Künstlerin Hikaru Nakamura geschrieben und gezeichnet. Seit dem 3. Dezember 2004 wurden die Kapitel im zweiwöchentlichen Abstand innerhalb des Magazins Young Gangan abgedruckt, das von Square Enix herausgegeben wird. Wegen der Schwangerschaft der Zeichnerin musste der Manga seit September 2011 ausgesetzt werden; er wird voraussichtlich in der Ausgabe 8/2012 von Young Gangan fortgesetzt, die am 6. April 2012 erscheinen soll.
Beginnend ab dem 25. August 2005 wurden die Kapitel zu Tankōbon-Ausgaben zusammengefasst, wovon bisher (Stand: 17. Februar 2012) 12 Stück erschienen sind.
| - Bd. 1: 25. August 2005, ISBN 4-7575-1481-6 - Bd. 2: 25. Dezember 2005, ISBN 4-7575-1576-6 - Bd. 3: 25. Mai 2006, ISBN 4-7575-1683-5 - Bd. 4: 25. Dezember 2006, ISBN 4-7575-1836-6 - Bd. 5: 25. Mai 2007, ISBN 978-4-7575-2018-9 - Bd. 6: 25. Dezember 2007, ISBN 978-4-7575-2162-9 | - Bd. 7: 25. Mai 2008, ISBN 978-4-7575-2267-1 - Bd. 8: 25. Dezember 2008, ISBN 978-4-7575-2430-9 - Bd. 9: 25. September 2009, ISBN 978-4-7575-2686-0 - Bd. 10: 24. April 2010, ISBN 978-4-7575-2858-1 - Bd. 11: 25. Oktober 2010, ISBN 978-4-7575-3037-9 - Bd. 12: 25. Juli 2011, ISBN 978-4-7575-3297-7 |

## Anime
Das japanische Animationsstudio Shaft adaptierte unter Regie von Akiyuki Shimbō den Manga als gleichnamige 13-teilige Anime-Fernsehserie. Das Drehbuch der Serie wurde von Deko Akao geschrieben und die Leitung der Animation übernahm Nobuhiro Sugiyama. Das Design der Charaktere basierte auf den ursprünglichen Entwürfen, wurde aber von Nobuhiro Sugiyama nochmals für die Serie überarbeitet. Die künstlerische Leitung übernahm Kōji Azuma und die Produktion der Musik Masaru Yokoyama.
Erstmals ausgestrahlt wurde die Serie von TV Tokyo am 5. April 2010 nach Mitternacht und damit am vorherigen Fernsehtag. Dort lief sie im wöchentlichen Turnus bis zum 28. Juni. Einige Tage versetzt zu TV Tokyo begannen ebenfalls die zum Network gehörenden Sender TVQ Kyūshū, TV Ōsaka, TV Setouchi, TV Hokkaidō, als auch landesweit das davon unabhängige AT-X mit der Ausstrahlung.
Vom 4. Mai bis 27. Dezember 2010 nach Mitternacht folgte die ebenfalls 13-teilige Fortsetzung Arakawa under the Bridge*2 (荒川アンダー ザ ブリッジ*2; kurz für Arakawa under the Bridge × Bridge (荒川アンダー ザ ブリッジ×ブリッジ)) auf TV Tokyo, sowie dessen angeschlossene Sender und AT-X.

### Synchronisation
| Rolle           | Japanischer Sprecher       |
| --------------- | -------------------------- |
| Kō Ichinomiya   | Hiroshi Kamiya             |
| Nino            | Maaya Sakamoto             |
| Sonchō          | Keiji Fujiwara             |
| Hoshi           | Tomokazu Sugita            |
| Sister          | Takehito Koyasu            |
| Shiro           | Hōchū Ōtsuka               |
| Tetsujin Kyōdai | Ryōko Shintani Yūko Sanpei |
| P-ko            | Chiaki Omigawa             |
| Maria           | Miyuki Sawashiro           |
| Stella          | Chiwa Saitō                |
| Seki Ichinomiya | Rikiya Koyama              |
| Terumasa Takai  | Chō                        |
| Shimazaki       | Rie Tanaka                 |
| Last Samurai    | Yūichi Nakamura            |
| Billy           | Fumihiko Tachiki           |
| Jacqueline      | Yūko Gotō                  |

### Musik
Den Vorspann der Serie war mit dem Titel Venus to Jesus (ヴィーナスとジーザス, dt. „Venus und Jesus“) von Etsuko Yakushimaru unterlegt. Im Abspann war der Titel Sakasama Bridge (逆様ブリッジ, dt. „umgekehrte Brücke“) zu hören, der von Suneohair interpretiert wurde. Der Vor- und Abspann wurden am 26. Mai und 23. Juni 2010 als gleichnamige Singles veröffentlicht. Die fünfte Folge der Serie hatte einen alternativen Vorspann zu dem der Titel Title Nante Jibun de Kangaenasai na (タイトルなんて自分で考えなさいな, dt. „Denk’ dir den Titel selbst“) von Miyuki Sawashiro gespielt wurde.

## Film
Am 4. Februar 2012 kam ein Realfilm zur Serie in die japanischen Kinos. In Arakawa Under the Bridge wird Kō Ichinomiya verkörpert von Kento Hayashi und Nino von Mirei Kiritani.